# Марсабит (национальный парк)
Марсабит (англ. Marsabit National Park) — национальный парк на севере Кении, в округе Марсабит Восточной провинции страны, недалеко от одноимённого города. Расположен в 560 км к северу от Найроби и с 263 км к северу от Исиоло. Площадь парка составляет 1554 км². Территория представляет собой потухший щитовой вулкан Марсабит в двух кратерах которого находятся озёра. Склоны вулкана покрыты густым лесным массивом.
Парк известен своей популяцией зебр, а также птичьим заповедником. Другие животные включают лесных оленей, импал, бабуинов, жирафов, буйволов, бородавочников, гиен, газелей и др. Из птиц парка можно отметить обыкновенных общественных ткачей.